# 구로미네촌
구로미네촌(黒峰村)은 이시카와현 스즈군에 있던 촌이다.

## 역사
- 1889년 4월 1일 - 정촌제 시행에 의해 3개 촌의 구역을 가지고 스즈군 미쓰케촌이 설치되었다.
- 1908년 8월 15일 - 우시마촌, 구로미네촌이 폐지되어, 그 구역을 가지고 스즈군 호류촌이 설치되었다.

## 참고문헌
- 角川日本地名大辞典 17 石川県